# Sillimanita
La sillimanita o silimanita es un silicato de aluminio. Su fórmula química es Al2SiO5. Su nombre es en honor del químico estadounidense Benjamin Silliman (1779–1864).Fue descrita por primera vez en 1824 por una ocurrencia en Chester, condado de Middlesex, Connecticut, USA.

## Características

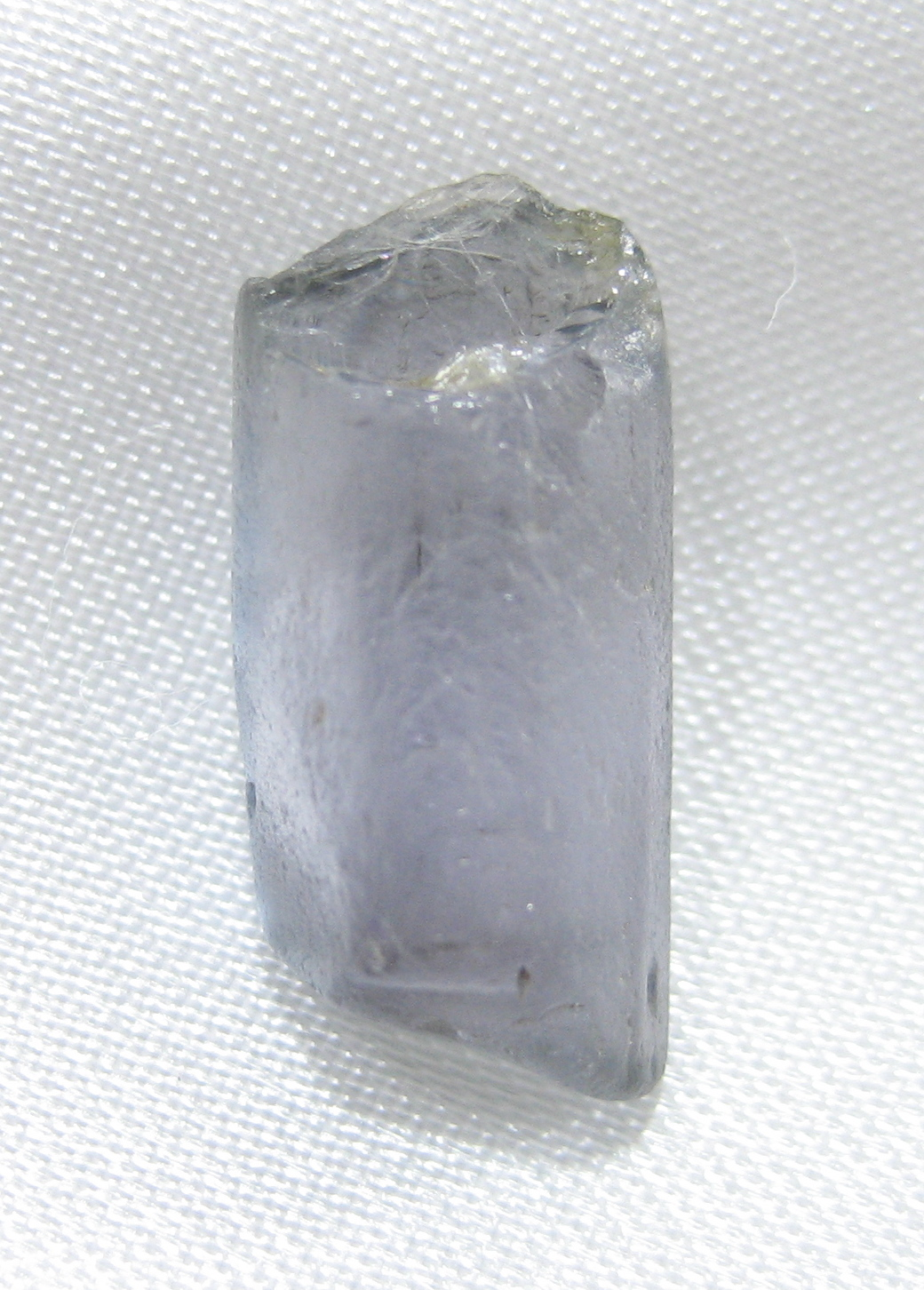
Cristal de silimanita de Sri Lanka.

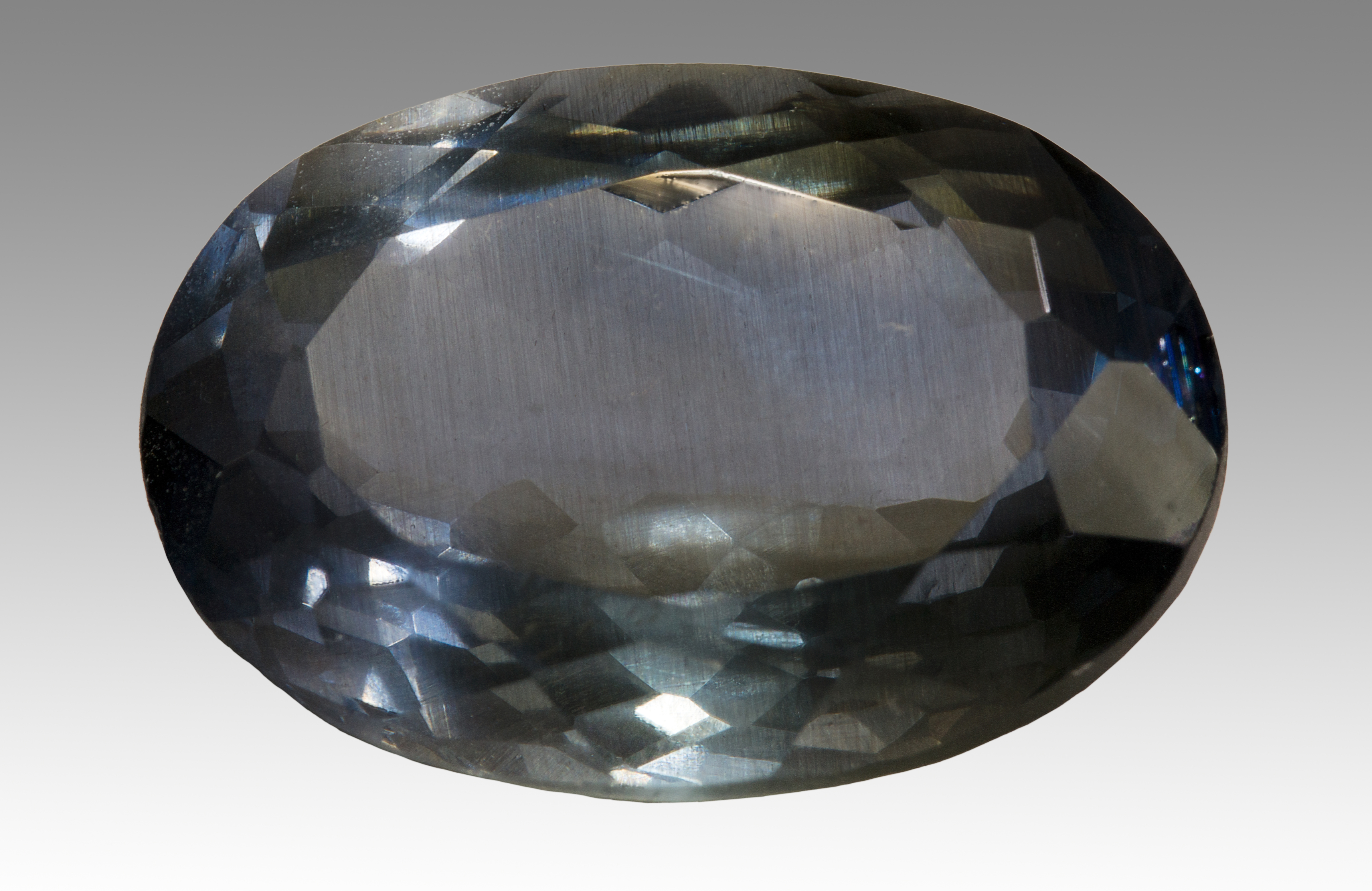
Silimanita corte.

La sillimanita es uno de los tres silicatos de aluminio polimórficos. Los otros dos son la andalucita y la cianita. Una de las variedades de sillimanita más conocida es la fibrolita, denominada así porque su apariencia es similar a un ovillo de fibras. Ambas formas, la tradicional y la fibrosa son tipos de metamorfismo de rocas sedimentarias.
Suele presentarse en agregados de cristales largos, bacilares, fibrosos, a veces curvados que le confieren un aspecto de cuervo. También en masas columnares o fibrosas o en cantos rodados.

## Utilización
La sillimanita natural se utiliza como endurecedor en los procesos cerámicos y en la fabricación de refractarios de alto contenido en alúmina o ladrillos de 55-60 % de alúmina. Sin embargo, para este fin ha sido sustituida en su mayor parte por otros polimorfos de aluminosilicatos, la andalucita y la cianita. En 1998, la sillimanita representaba sólo el 2 % de toda la producción de minerales de aluminosilicatos del mundo occidental.
Ya desde tiempos prehistóricos se han encontrados útiles fabricados con sillimanita. En 2023 se ha encontrado en el yacimiento burgalés de Atapuerca una azuela en la zona del neolítico, herramienta para trabajar la madera, probablemente extraída en la provincia de Zamora (España).